# Skillibeng
Emwah Warmington (nacido el 23 de diciembre de 1996), conocido profesionalmente como Skillibeng, es un DJ de música dancehall y rapero jamaicano de St. Thomas, conocido por sus trabajos con Vybz Kartel, DJ Khaled, Sean Paul, Nicki Minaj, YoungBoy Never Broke Again, Wizkid, Rich the Kid, Kali Uchis, Tokischa, Popcaan, J.I the Prince of N.Y, Johnny Wonder y French Montana.
Skillibeng ha lanzado dos EP, un recopilatorio y tres álbumes: «Prodigy» (2019), «The Prodigy» (2020), «The Prodigy, Ladies Only Edition» (2021), «Crocodile Teeth» (2021), «Mr. Universe» (2022) y «Eastsyde» (2023). En 2020 y 2022, las revistas The Face e I.D. lo perfilaron como la nueva esperanza del dancehall de Jamaica y como el artista más popular del país.

## Biografía
Skillibeng nació en St. Thomas y creció en la comunidad rural de Lyssons.
En octubre de 2015, lanzó su primer sencillo oficial «Pain & Emotion», el mismo año lanzó su segundo sencillo «Skilli She Love», con una edición de radio lanzada el mismo día. En agosto de 2019, lanzó su primer extended play de 9 pistas «Prodigy». En enero de 2020, Skillibeng lanzó su álbum de estudio debut de 35 pistas, «The Prodigy», el álbum debutó en la lista de álbumes de reggae de Estados Unidos y alcanzó el puesto número 16. Su segundo álbum de estudio «The Prodigy: Ladies Only Edition» fue lanzado el 28 de mayo de 2021. Ese mismo año lanzó su tercer álbum de estudio «Crocodile Teeth».
Skillibeng tiene desde 2022 un contrato con la discográfica estadounidense RCA Records y con Eastsyde Records.